# 9.º Troféu HQ Mix
O 9º Troféu HQ Mix foi realizado em maio de 1997, premiando pessoas, editoras e obras ligadas às histórias em quadrinhos referentes a lançamentos de 1996. O evento foi apresentado por Serginho Groisman que foi homenageado pelos organizadores Jal e Gual recebendo um prêmio de Melhor apresentador de HQ Mix por ser o mestre de cerimônias desde a primeira edição do evento. Os vencedores foram eleitos por 20 comitês estaduais que integram a Associação dos Cartunistas do Brasil, responsável pelo prêmio. O troféu, que a cada ano homenageia um artista diferente, trazia o personagem Pererê, de Ziraldo. A estatueta foi modelada por Wilson Iguti.

## Prêmios[2]
| Categoria                          | Vencedor                                                                         |
| Adaptação para outro veículo       | O cavaleiro da tristíssima figura (livro de Jorge Miguel Marinho)                |
| Álbum de clássico                  | Batman Clássico (Bob Kane / editora L&PM)                                        |
| Álbum de ficção, aventura e terror | Sin City - cidade do pecado (Frank Miller / editora Globo)                       |
| Álbum de figurinhas                | Mamonas Assassinas (editora Panini)                                              |
| Álbum de humor                     | Avenida Brasil - o conjunto nacional (Paulo Caruso / editora Globo)              |
| Caricaturista                      | Chico Caruso                                                                     |
| Cartunista                         | Lage                                                                             |
| Chargista                          | Angeli                                                                           |
| Desenhista estrangeiro             | Frank Miller                                                                     |
| Desenhista nacional                | Mike Deodato                                                                     |
| Desenhista revelação               | Lelis                                                                            |
| Desenho animado                    | Cassiopéia (Clóvis Viera, diretor)                                               |
| Edição especial                    | Almanaque do Faroeste (Claudio Nizzi e Andrea Venturi / editora Globo)           |
| Editora do ano                     | Abril Jovem                                                                      |
| Fanzine                            | Anime Club                                                                       |
| Grande contribuição                | Phenix                                                                           |
| Grande mestre                      | Walmir Amaral                                                                    |
| Graphic novel estrangeira          | Tex - o vale do terror (Claudio Nizzi e Magnus / editora Globo)                  |
| Graphic novel nacional             | O Vira-Lata (Paulo Garfunkel e Líbero Malavoglia / editora Paladinos de Onã)     |
| Homenagem especial                 | Jô Oliveira                                                                      |
| Ilustrador                         | Kipper                                                                           |
| Livro de cartuns                   | Urubu e o Flamengo (Henfil / editora 34)                                         |
| Livro infantil                     | O homem no teto (Jules Feiffer / editora Cia. das Letras)                        |
| Livro teórico                      | O mundo de Walt Disney (Álvaro de Moya / editora Geração)                        |
| Minissérie estrangeira             | No coração da tempestade (Will Eisner / editora Abril Jovem)                     |
| Personagem destaque                | Spawn                                                                            |
| Pesquisa                           | A Incrível Guerra dos Gibis - Quadrinhos e Censura, 1894 a 1964 (Gonçalo Junior) |
| Ponto de vendas                    | Livraria Muito Prazer (Sao Paulo)                                                |
| Projeto editorial                  | Gibizão da Turma da Mônica (vários autores / editora Globo)                      |
| Projeto gráfico                    | No coração da tempestade (Will Eisner / editora Abril Jovem)                     |
| Revista de humor                   | Casseta & Planeta em quadrinhos (editora Press)                                  |
| Revista independente               | Gibizon Radicci (Iotti)                                                          |
| Revista infantil                   | Sailor Moon (editora Abril Jovem)                                                |
| Revista mix                        | Heavy Metal (vários autores / editora Heavy Metal)                               |
| Revista seriada                    | Gen¹³ (Jim Lee, Brandon Choi e J. Scott Campbell / editora Globo)                |
| Revista sobre quadrinhos           | Wizard (editora Globo)                                                           |
| Roteirista estrangeiro             | Frank Miller                                                                     |
| Roteirista nacional                | Laerte                                                                           |
| Tira estrangeira                   | Dilbert (Scott Adams)                                                            |
| Tira nacional                      | Níquel Náusea (Fernando Gonsales)                                                |
| Valorização da HQ                  | Festival Internacional de Banda Desenhada da AmadoraComicmania                   |